# Преториус, Андрис
Андрис Вильгельмус Якобус Преториус (африк. Andries Wilhelmus Jacobus Pretorius; 27 ноября 1798 — 23 июля 1853) — лидер трекбуров, создавших Республику Наталь, а позже Республику Трансвааль.

## Биография
Андрис Преториус родился в городке Храфф-Рейнет, в Капской колонии. Его отец — Мартинус Вессел Преториус, мать — Сусанна Елизавета Фильюн (Viljoen). Кроме Андриса (Andries), у них были сыновья Йоханнес Лодевик (Johannes Lodewyk), Геркулес (Hercules), Хеннинг Петрус Николаас (Henning Petrus Nicolaas) и дочь Сусанна (Susanna).
Мартинус Вессел Преториус был потомком Йоханнеса Преториуса (Johannes Pretorius), переселившегося в Капскую область из Нидерландов в 1666 году. Йоханнес Преториус — сын Вессела Схулте, который, в бытность студентом-теологом, перевёл свою фамилию на латынь и стал Преториусом…
8 ноября 1818 года Преториус женился на Кристине Петронелле де Витт. Преториус был весьма образованным человеком, несмотря на то, что получил лишь домашнее образование. Недовольный политикой британских властей, Преториус принял участие в Великом треке, отправившись вместе с другими бурами за пределы захваченных англичанами голландских владений. Эти бурские переселенцы именовались «треккерами», «фуртреккерами» или «трекбурами». Удалившись (на время) от англичан, фуртреккеры столкнулись с другой враждебной силой — зулусами. Бурские летучие отряды-«коммандо» (Vlug Kommando) часто попадали в их засады, терпели поражения. Так Динганом (Дингаан, Дингане) был вероломно убит прибывший к нему на переговоры бурский генерал Пит Ретиф.

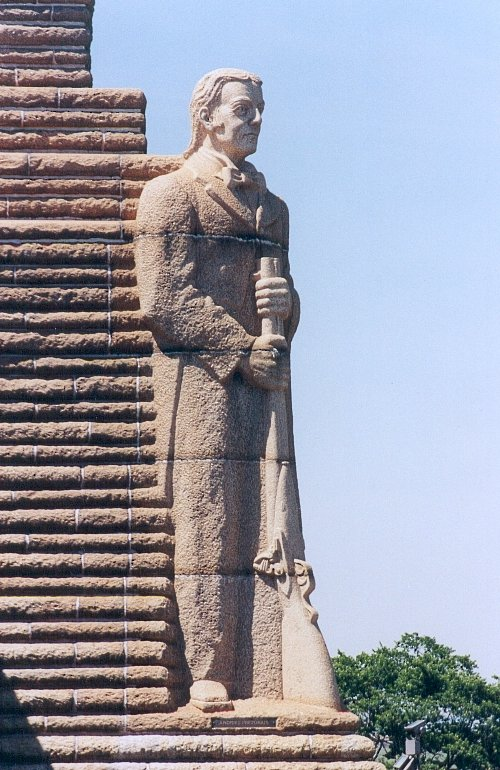
Статуя комманданта-генерала Андриса Преториуса у мемориала, воздвигнутому в 1949 году в Претории в память о «Великом треке» - переселении части колонистов-буров в 1830–1840-х гг. из Капской колонии на север, приведшей к созданию республик Трансвааль и Оранжевое свободное государство.

26 ноября 1838 года Андрис Преториус был назначен коммандант-генералом (верховным главнокомандующим). Приняв должность, он сразу же приступил к организации коммандо, способного принести пламя войны и мщения в Зулуленд. 6 декабря 1838 года Преториус провёл совещание с противниками Дингана из числа зулусов. 9 декабря медленно и осторожно, избегая возможных засад, с отрядом, который состоял из 464 бойцов и позже был назван Die Wenkommando (Победоносные коммандо), Преториус с берегов реки Васбанк двинулся в сторону столицы зулусов. Он использовал особую оборонительную тактику, при каждой  остановке разбивая лагерь (laager) из фургонов, поставленных по кругу… Отряд Преториуса переправился через реку Баффало (Бюффелс) и в субботу 15 декабря 1838 года остановился вблизи её притока Инкоме (Нкоме), в 50 км от Ум-Гунгундлову. Преториус тщательно подобрал место для лагеря и расположил его таким образом, чтобы с одной стороны оказалась глубокая заводь реки Инкоме, а с другой — ущелье. Вдоль реки, ущелья и открытой местности были расставлены 57 фургонов, связанных между собой брёвнами, в форме своеобразного скруглённого треугольника или буквы D. За ними и заняли оборону Ди Венкоммандо, располагавшие, кроме мушкетов, двумя небольшими пушками, установленными в проходах, где фургоны не были сцеплены между собой. Перед боем набожные буры дали клятву всегда соблюдать субботу и построить церковь, если Бог дарует им победу. Вот текст клятвы: 
Господи! Если Ты защитишь нас и предашь врагов в наши руки, мы построим дом в честь имени Твоего и наша победа будет воспета до последнего колена потомков наших, потому что в этот день будут воспевать Честь Твою...
 Вообще же, буры истово молились и пели псалмы с самого начала похода.
О приближении врага Преториус, организовавший хорошую разведку, узнал заранее. Зулусы подошли с другого берега реки Инкоме. Один из очевидцев описывал их приближение как «угрожающее тёмное облако из 15 тысяч человек». Это были элитные части Дингана, которыми командовал генерал Ндлела, ранее заманивший фуртреккеров в ловушки в Италени и Веглаер в апреле и августе того же года. Для Ндлелы выгоднее было напасть на буров, когда они находились в движении, подпустить их ближе к столице и атаковать в узкой скальной расщелине, но Преториус вынудил его отказаться от этой уже проверенной тактики. В этот день, в субботу, произошли лишь незначительные перестрелки между патрулями фуртреккеров и передовыми отрядами зулусов.
К вечеру спустился густой туман. Ночью зулусы не атаковали из-за суеверного страха перед бурскими лампами, развешанными вокруг лагеря. В течение ночи с 15 на 16 декабря 6000 зулусов, под командованием Дамбузы (Нзобо), перешли через реку. Атака зулусов началась перед рассветом. К тому моменту постепенно стал сходить густой туман, покрывавший землю. 464-м бурам противостояло по разным данным от 12.5 до 20 тысяч зулусов, вооружённых щитами и копьями-ассегаями. Таким образом, на одного бура приходилось от 30 до 45 зулусов. Бойцам коммандо помогали около 200 слуг, преимущественно из числа готтентотов. Одни из них следили за лошадьми, другие занимались перезарядкой мушкетов. Дело было поставлено так, что практически мушкеты успевали перезаряжать каждые пять секунд. Для повышения поражающего действия буры использовали картечь.
Первый штурм лагеря был успешно отражён. Во время второго зулусы приблизились к фургонам, но были снова отброшены назад на 500 ярдов. Зулусы атаковали с нескольких сторон: и со стороны открытого пространства, и со стороны ущелья, и со стороны реки Инкоме, которую относительно безопасно можно было пересечь в двух местах, но не напротив лагеря. Зулусы также пошли в атаку и через глубоководную заводь, в результате чего многие из них просто-напросто утонули, а не были поражены огнём коммандо. Для буров же большую проблему создавали животные, находящиеся внутри лагеря, ибо вследствие страшного шума боя они могли взбеситься от страха.
Последняя, третья атака зулусов длилась почти час. Яростный штурм зулусов натолкнулся на ещё более яростный отпор буров. Ндлела слишком поздно бросил в бой резерв, допустив ещё одну ошибку. Этот ход уже не мог спасти зулусов от поражения. Между тем, бо́льшая часть боеприпасов коммандо была израсходована, но и напор воинов Дингана уже прошёл свою наивысшую точку. Их силы постепенно стали иссякать. Когда натиск зулусов заметно ослабел, но у коммандо которого осталось совсем мало боезарядов, Преториус через один из проходов между фургонами повёл в атаку свою небольшую кавалерию, чем обратил врага в бегство. Элитные части Дингана, включая зулусский «спецназ» (Отряды Белого и Чёрного щита), были разгромлены. Буры преследовали противника (остатки тех полков, что перешли реку Инкоме) несколько часов; в ходе этого преследования был ранен копьём в левую руку и сам Андрис Преториус.
За всё время ожесточённой битвы буры не потеряли ни одного убитого, лишь трое были ранены, в то время как потери зулусов составили не меньше 3000 человек. Воды Инкоме были завалены трупами и от крови окрасились в бурый цвет, после чего река получила своё второе название — Кровавая река.
Невинно убиенные Пит Ретиф и его соратники (а также множество бурских женщин и детей) были отомщены в полной мере! Через четыре дня победоносные коммандо вошли в столицу зулусов, но она уже была покинута и подожжена. Неподалёку были обнаружены останки Пита Ретифа и его людей, а также его договор с Динганом.
В 1840 году Преториус помог Мпанде одержать победу над Динганом и стать верховным правителем (инкоси) зулусов. В 1841 фуртреккеры — во исполнение обета, данного перед Битвой на Инкоме — воздвигли в Питермарицбурге Церковь Обета (Die Geloftekerk).
Преториус также возглавил борьбу буров Наталя против англичан, которые с 1838 года предъявляли свои права на эти территории. В 1842 году под его руководством буры даже осадили английский гарнизон в Дурбане, но вынуждены были отступить после прибытия подкреплений. 15 июля 1842 года британские власти амнистировали Преториуса, и он 5 лет прожил в Натале как британский подданный. В 1847 году бурские фермеры Наталя избрали его своим уполномоченным. Он пытался ходатайствовать перед губернатором Капской колонии Поттингером за своих земляков, утесняемых новыми колонистами. Однако, сэр Генри Поттингер отказался даже принять Преториуса. Преториус вернулся в Наталь с мыслью возглавить анти-британское движение. 
1 декабря 1847 года губернатором и верховным комиссаром Южной Африки стал генерал Гарри Смит. Он пообещал, что бурские фермеры получат надлежащую юридическую защиту. Посетив земли к северу от Оранжевой реки, Смит провозгласил 3 февраля 1848 года область между реками Оранжевой и Вааль британской территорией. Преториус выехал в Магалисбург, за Ваалем. Будучи вновь избран коммандант-генералом, он в июле 1848-го начал освободительную войну. 20 июля Преториус выбил британцев из Блумфонтейна. Однако, уже в августе Смит разгромил армию Преториуса в сражении при Боомплатс. Преториус отступил за Вааль. Там он стал комендантом городов Почефструма и Рустенбурга.
В январе 1852 года Преториус подписал с британскими властями Сандриверскую конвенцию о признании Великобританией независимости захваченных бурами северных территорий (Трансвааля). 23 июля 1853 г. бурский герой скончался в городе Гроотплаатс (Grootplaats).
В 1856 году закреплённые Преториусом земли за Ваалем вошли в состав только что провозглашенной Южно-Африканской Республики.
Южноафриканский город Претория, основанный его сыном Мартинусом, назван в его честь.